# Emil Hartmann (Komponist)

Emil Hartmann

Emil Wilhelm Emilius Zinn Hartmann (* 21. Februar 1836 in Kopenhagen; † 18. Juli 1898 ebenda) war ein dänischer Komponist und Sohn von Johann Peter Emilius Hartmann.

## Leben
Emil Hartmann erhielt seine Ausbildung durch seinen Vater und seinen Schwager Niels Wilhelm Gade, nahm dann wissenschaftliche Studien an der Universität Kopenhagen auf, wandte sich jedoch nach Absolvierung derselben ganz der Musik zu und brachte bereits Ende der 1850er Jahre mehrere dramatische Arbeiten mit Erfolg am königlichen Hoftheater zur Aufführung.
1860 unternahm Hartmann, mit einem Stipendium versehen, eine Studienreise, die ihn unter anderem auch für längere Zeit nach Leipzig führte. Nach Kopenhagen zurückgekehrt, wirkte er von 1860 an als Organist, zog sich jedoch 1873 auf einen Landsitz bei Kopenhagen zurück, um sich ausschließlich der Komposition zu widmen.

## Werk
Von seinen Arbeiten, deren viele auch in Deutschland mit Beifall zur Aufführung gelangten, sind im Druck erschienen:
- Klavier- und Kammermusikstücke
- Lieder und Weisen im nordischen Volkston
- ein Konzert für Violoncello
- ein Konzert für Violine
- das Chorstück Winter und Lenz
- Nordische Volkstänze für Orchester
- die Ouvertüre Eine nordische Heerfahrt
- Serenade für Klavier, Cello und Klarinette
- Hakon Jarl, Symfonisk digt, op. 40 (1887)
- sieben Sinfonien u. a.

Auswahl seiner Werke:
- Op. 1 Four songs on texts by Emil Aarestrup and Christian Winther (1857)
- Passion Hymn (soprano, chorus and orchestra, 1858)
- Flejdstuen (ballet composed together with August Winding, 1859)
- Op. 2 Halling og Menuet (wedding music) - Nordic folk dance no. 4
- Op. 3 Spring Dance - Nordic folk dance No. 5
- A Night of the Mountains (singspiel, 1863)
- Cantata for Johanneskirke inauguration (choir and organ, 1864)
- Wedding songs (choir and orchestra, 1864)
- Op. 4 Elver Girl (opera, 1867)
- Op. 5 Piano Quintet (1865)
- Op. 6 Symphony in D minor
- Op. 6a Old Memories - Nordic folk dance No. 2
- Op. 6b Elver girls and hunters - Nordic folk dance No. 3
- Op. 7 Suite (reworked as Op. 43)
- Op. 8 Little Mermaid (solo, choir and orchestra)
- Op. 9 Symphony in E minor
- Little Mermaid (listed in 1867)
- Op. 10 Piano Trio (1867)
- Op. 11 Piano Sonata in A minor (1868)
- Cantata for Rudolf and Signe Puggård’s Silver Wedding (choir and piano, 1868)
- Op. 12 Andante and allegro (piano)
- Symphony in B flat major (1871)
- Op. 13a Winter and Vaar (choir and orchestra, 1872)
- Dæmring (prelude to ballet Valdemar, 1872)
- Corsica transferees (singspiel, 1873)
- Op. 14 String Quartet in A minor
- Op. 15b 4 Songs (male choir)
- Op. 16 Arabesque-Caprice (piano)
- Op. 17 Sonata facile e instructive (piano)
- Op. 18 Scherzo - Nordic folk dance No. 1
- 14 Small Songs for Ungommen (published 1876)
- Op. 19 Violin Concerto in G minor (1879)
- Op. 24 Serenade for clarinet, cello and piano (1877)
- Op. 25 Hærmændene på Helgeland (concert overture, 1878)
- Op. 26 Cello Concerto in D minor (ca. 1879)
- Op. 27 4 Songs (male choir)
- Op. 29 Symphony No. 1 in E flat major (1879)
- Op. 31 4 Piano Pieces
- Op. 32 A Carnival Fest (orchestra, 1882)
- Op. 33 Towards the Light (choir and orchestra)
- Jean-Marie (stage work, 1883)
- Op. 34a Symphony No. 2 in A minor Fra Riddertiden (From Knights’ Time) (1880? 1883?)
- Op. 35b Songs (1885)
- Op. 37 String Quartet in C minor
- Op. 38 String quartet (1886)
- Op. 39 Dance Suite No. 1 (orchestra, ca. 1889)
- Op. 40 Hakon Jarl (symphonic poem, 1887)
- Op. 42 Symphony No. 3 in D major (1887)
- Op. 43 Serenade for flute, oboe, 2 clarinets, 2 bassoons, 2 horns, violoncello and double bass (ca. 1885)
- Op. 44 Scottish Overture (orchestra, ca. 1889)
- Kristian d. Anden (drama, 1889)
- Scandinavian Fest March (ca. 1889)
- Op. 45 Dyvekesuite (music by Kristian d. Anden, ca. 1890)
- Op. 46 Overture Pastorale (1882)
- Op. 47 Piano concerto in F minor (1891)
- A Storm in a Tea Cup (1892)
- The Island of Sydhavet (drama, 1893)
- Op. 49 Symphony No. 4 in D minor (1893)
- Ragnhild (Magical runes opera reworked, 1896)
- Wedding Festival in Hardanger (ballet, ca. 1896)
- Det store Lod (comic opera, 1896)
- By Summertime (choir and orchestra)
- Rinaldo (solo, choir and orchestra)
- Idyll (solo and orchestra)
- 4 Spiritual Songs
- 6 Quartets for male voices
- Efterklang til Tyrfing
- Piano Sonata in G major
- Quartet No. 1 (clarinet, violin, viola and cello)
- Quartet No. 2 (clarinet, violin, viola and cello)